# جون بوربي ميلز
جون بوربي ميلز هو محامي وسياسي كندي، ولد في 24 يوليو 1850 في Granville Ferry ‏ في كندا، وتوفي في 28 ديسمبر 1913 في بروفيدنس في الولايات المتحدة. نشط حزبياً في حزب كندا المحافظ. وقد انتخب عضو مجلس العموم الكندي.